# Chlorid zirkoničitý
Chlorid zirkoničitý je anorganická sloučenina používaná především na přípravu dalších sloučenin zirkonia. Na vlhkém vzduchu se rychle rozkládá.

## Struktura
Na rozdíl od molekulární struktury chloridu titaničitého (TiCl4) má pevný ZrCl4 polymerní strukturu s oktaedricky koordinovanými atomy Zr. Tento rozdíl způsobuje odlišné vlastnosti: TiCl4 lze destilovat a ZrCl4 je pevná látka, zaujímající stejnou lineární polymerní strukturu jako HfCl4. Zahříváním s Lewisovými zásadami se tento polymer rozkládá za štěpení vazeb Zr-Cl-Zr.

## Příprava
ZrCl4 se vyrábí reakcí oxidu zirkoničitého s uhlíkem a chlorem:
ZrO2 + 2 C + 2 Cl2 → ZrCl4 + 2 CO
V laboratoři je možné namísto uhlíku použít tetrachlormethan:
ZrO2 + 2 CCl4 → ZrCl4 + 2 COCl2

## Použití

### Výroba zirkonia
ZrCl4 je meziproduktem při přeměnách rud zirkonia na kov Krollovým procesem. Zirkonium se v přírodě vyskytuje především ve formě oxidů (což odráží i náchylnost jeho chloridů k hydrolýze). K získání čistého kovu se oxidy nejprve přemění na chlorid zirkoničitý, jenž může být za vysokých teplot destilován.
Přečištěný ZrCl4 lze redukovat kovovým Zr na chlorid zirkonitý:
3 ZrCl4 + Zr → 4 ZrCl3

### Ostatní použití
ZrCl4 je nejčastějším prekurzorem při vytváření vrstev oxidu a diboridu zirkoničitého chemickou depozicí z plynné fáze.
V organické syntéze slouží oxid zirkoničitý jako slabá Lewisova kyselina při Friedelových–Craftsových a Dielsových–Alderových reakcích a vnitromolekulárních cyklizacích.
Také se používá jako složka přípravků sloužících k odpuzování vody z textilií a dalších vláknitých materiálů.

## Vlastnosti
Hydrolýzou ZrCl4 vzniká hydratovaný hydroxychlorid nazývaný chlorid zirkonylu. Reakce je rychlá a nevratná, proto se s ZrCl4 nakládá za nepřítomnosti vzduchu.
ZrCl4 je důležitou surovinou pro přípravu řady organických komplexů zirkonia.
Vzhledem ke své polymerní struktuře se ZrCl4 před použitím obvykle převádí na molekulové komplex; například tvoří 1:2 komplex s tetrahydrofuranem.
Cyklopentadienid sodný, NaC5H5, reaguje s ZrCl4(THF)2 za vzniku zirkonocendichloridu, ZrCl2(C5H5)2.

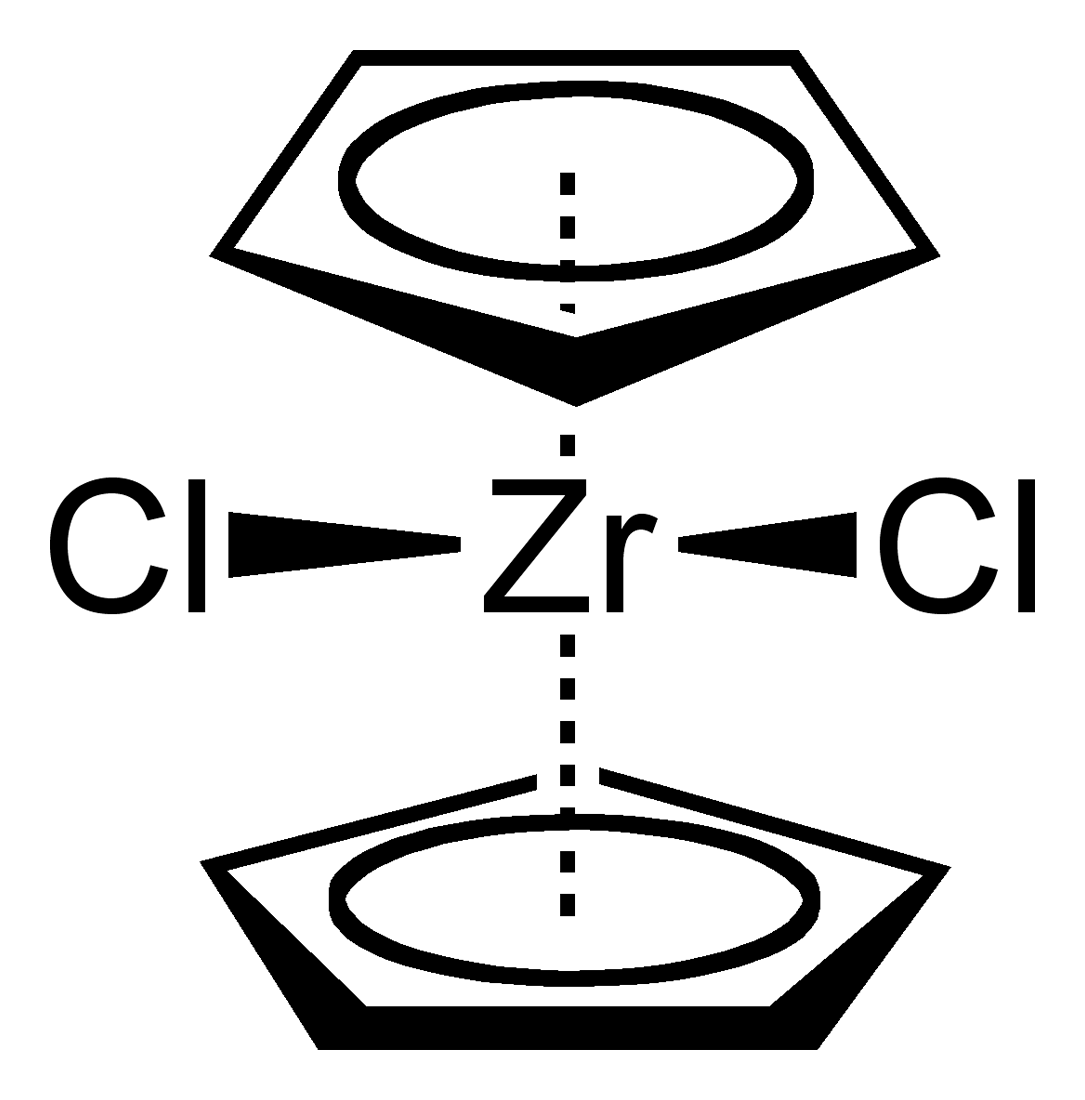
Strukturní vzorec zirkonocen dichloridu

ZrCl4 se vyznačuje vysokou rozpustností za přítomnosti methylovaných benzenů, jako je duren (1,2,4,5-tetramethylbenzen); tato rozpustnost je způsobována tvorbou pí-komplexů.